# Сент Клерсвил (Охајо)
Сент Клерсвил (енгл. St. Clairsville) град је у америчкој савезној држави Охајо.

## Демографија
По попису из 2010. године број становника је 5.184, што је 127 (2,5%) становника више него 2000. године.
| Група             | 2000.         | 2010.         |
| Белци             | 4.763 (94,2%) | 4.885 (94,2%) |
| Афроамериканци    | 156 (3,1%)    | 144 (2,8%)    |
| Азијати           | 69 (1,4%)     | 52 (1,0%)     |
| Хиспаноамериканци | 24 (0,5%)     | 37 (0,7%)     |
| Укупно            | 5.057         | 5.184         |